# Тсуля

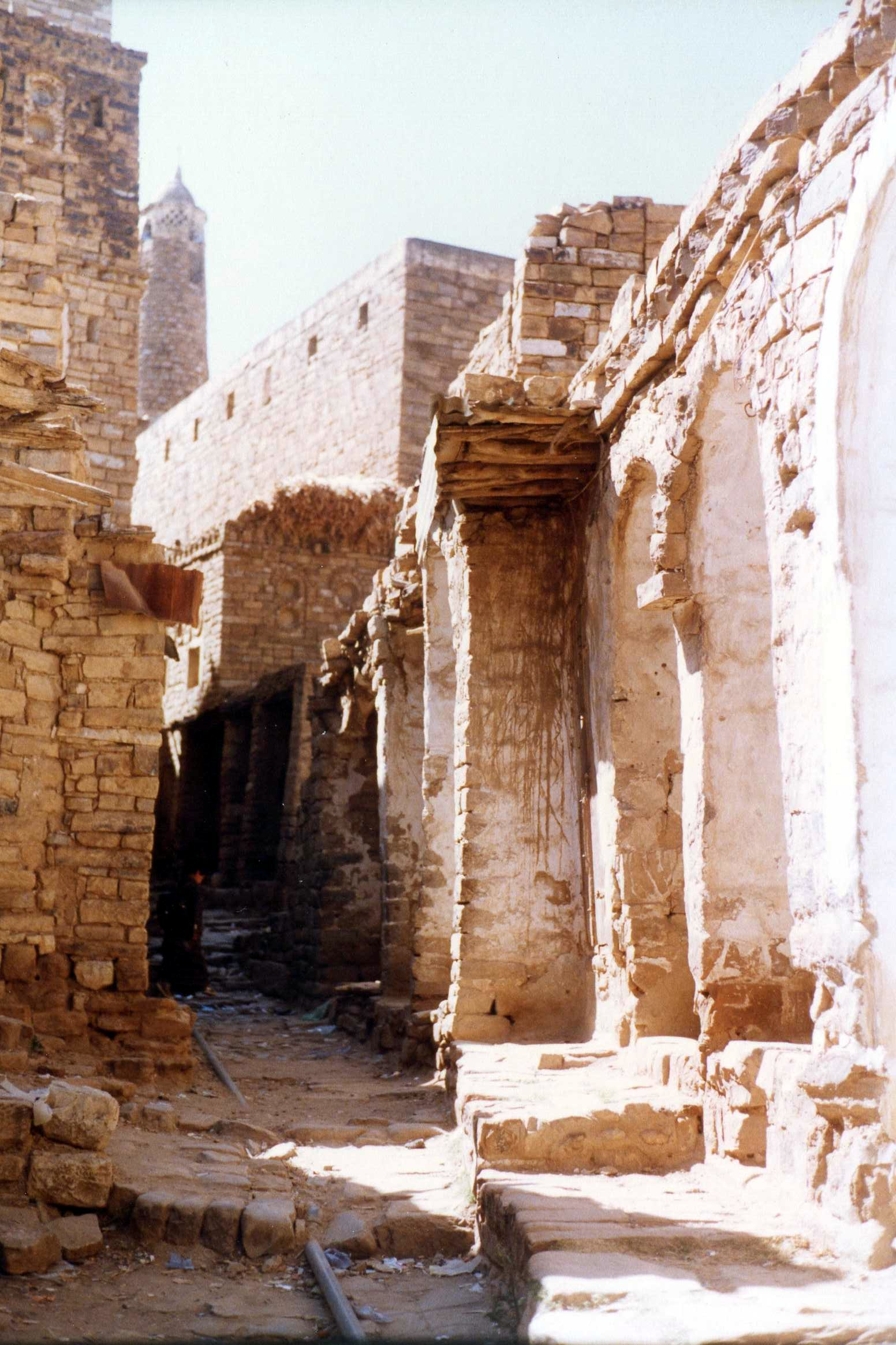
Старі стіни міста Тсуля.

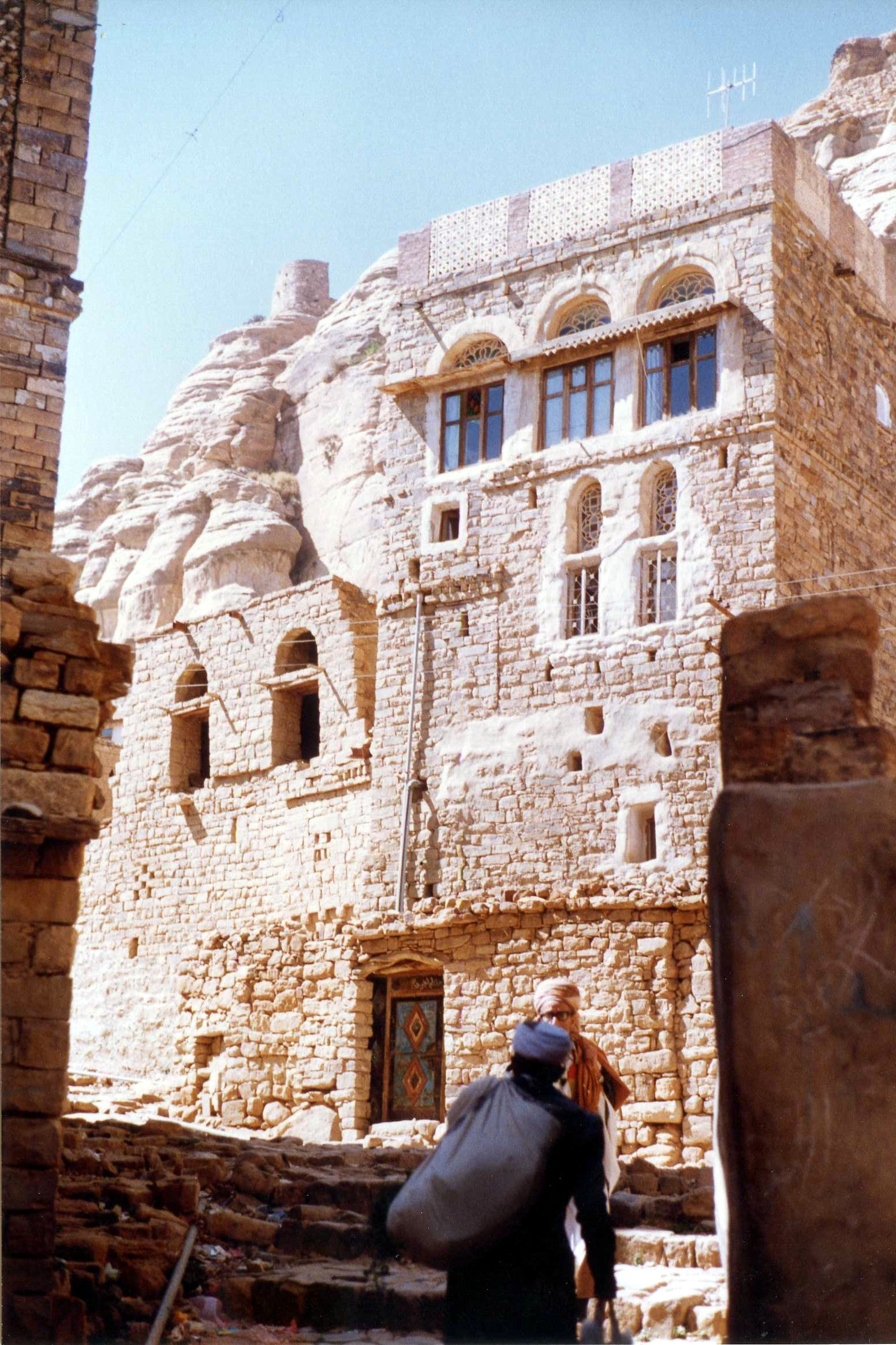
Вулиці міста Тсуля.

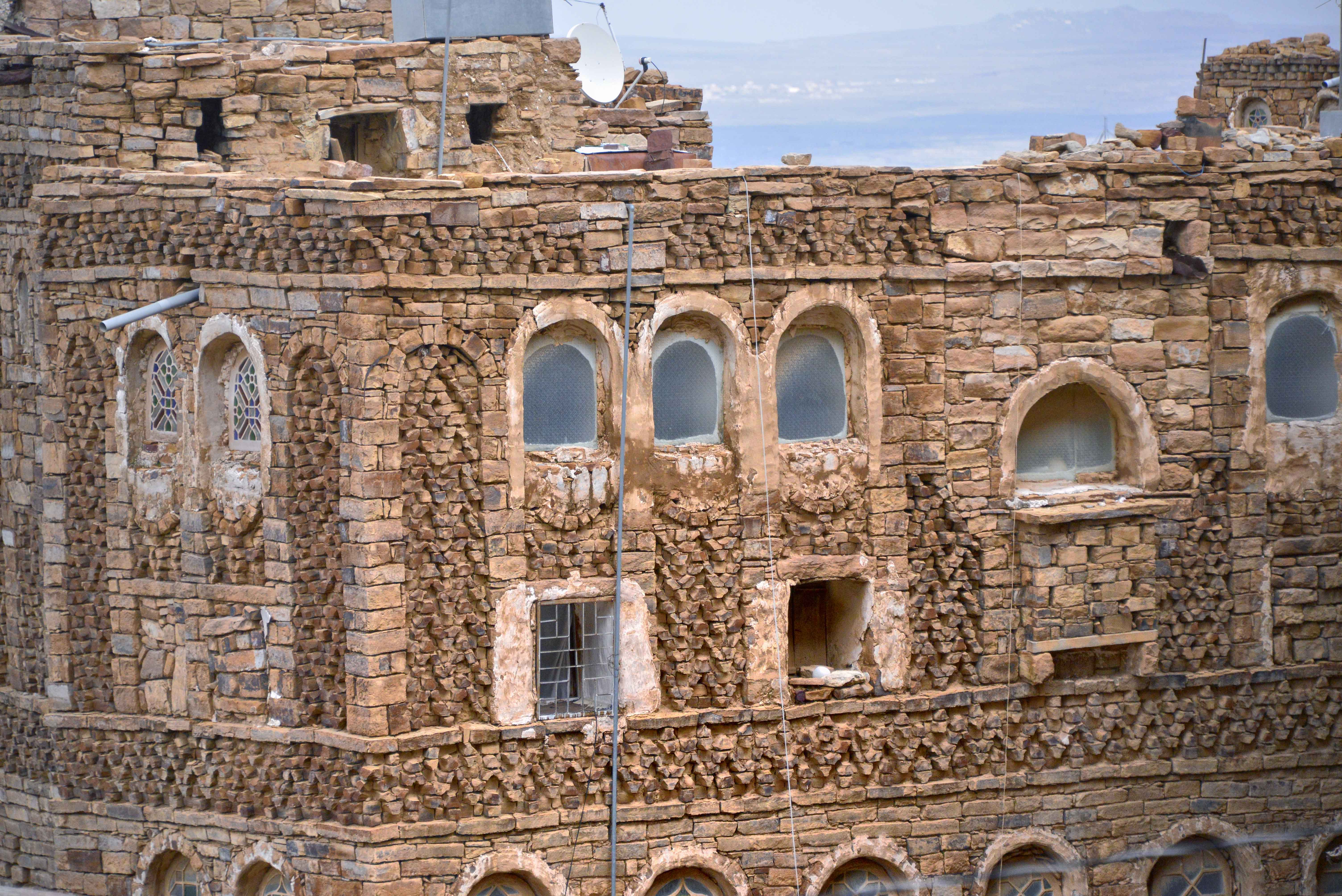
Будинок в Тсулі.

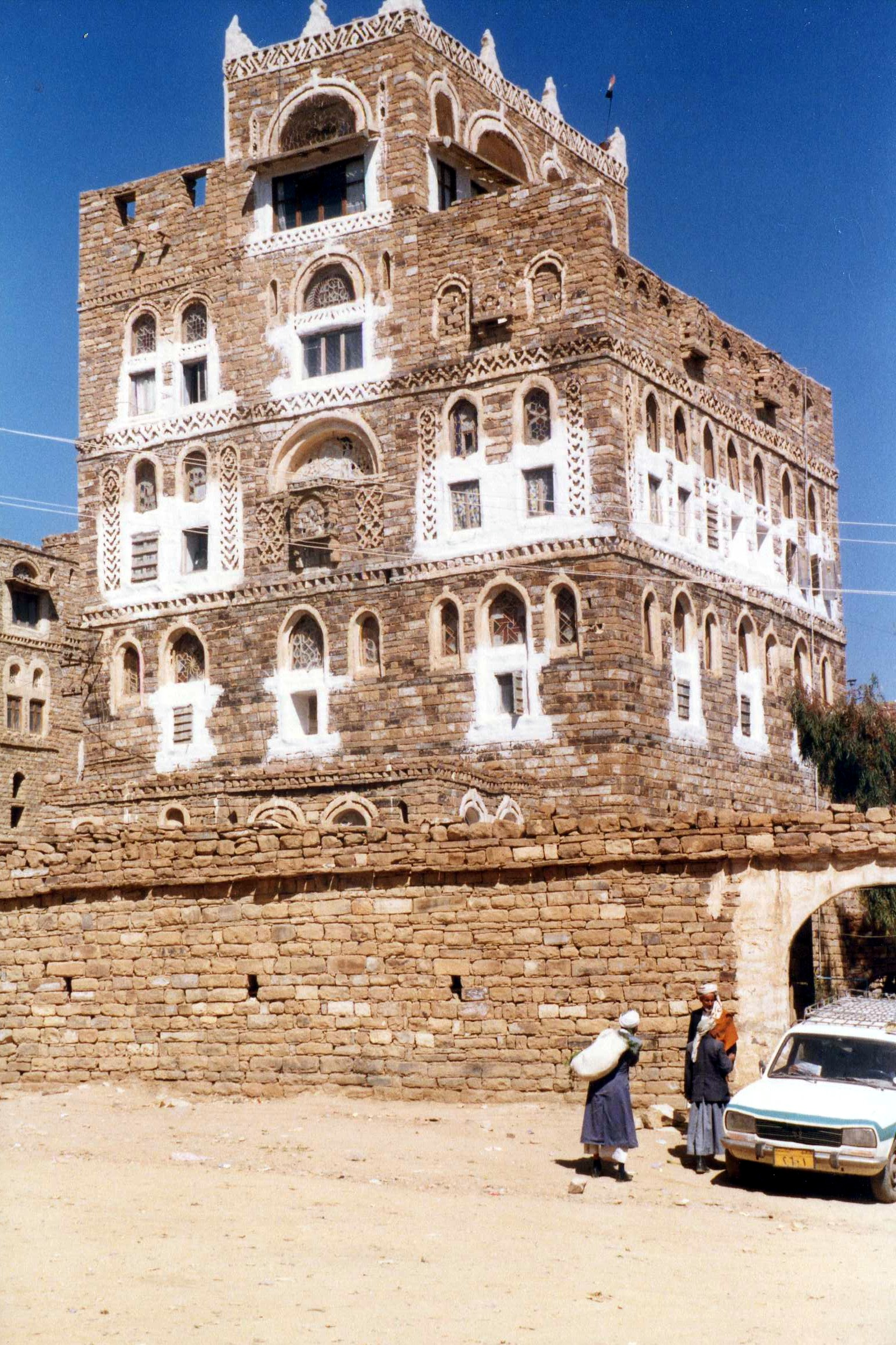
Чим не палац? Місто Тсуля.

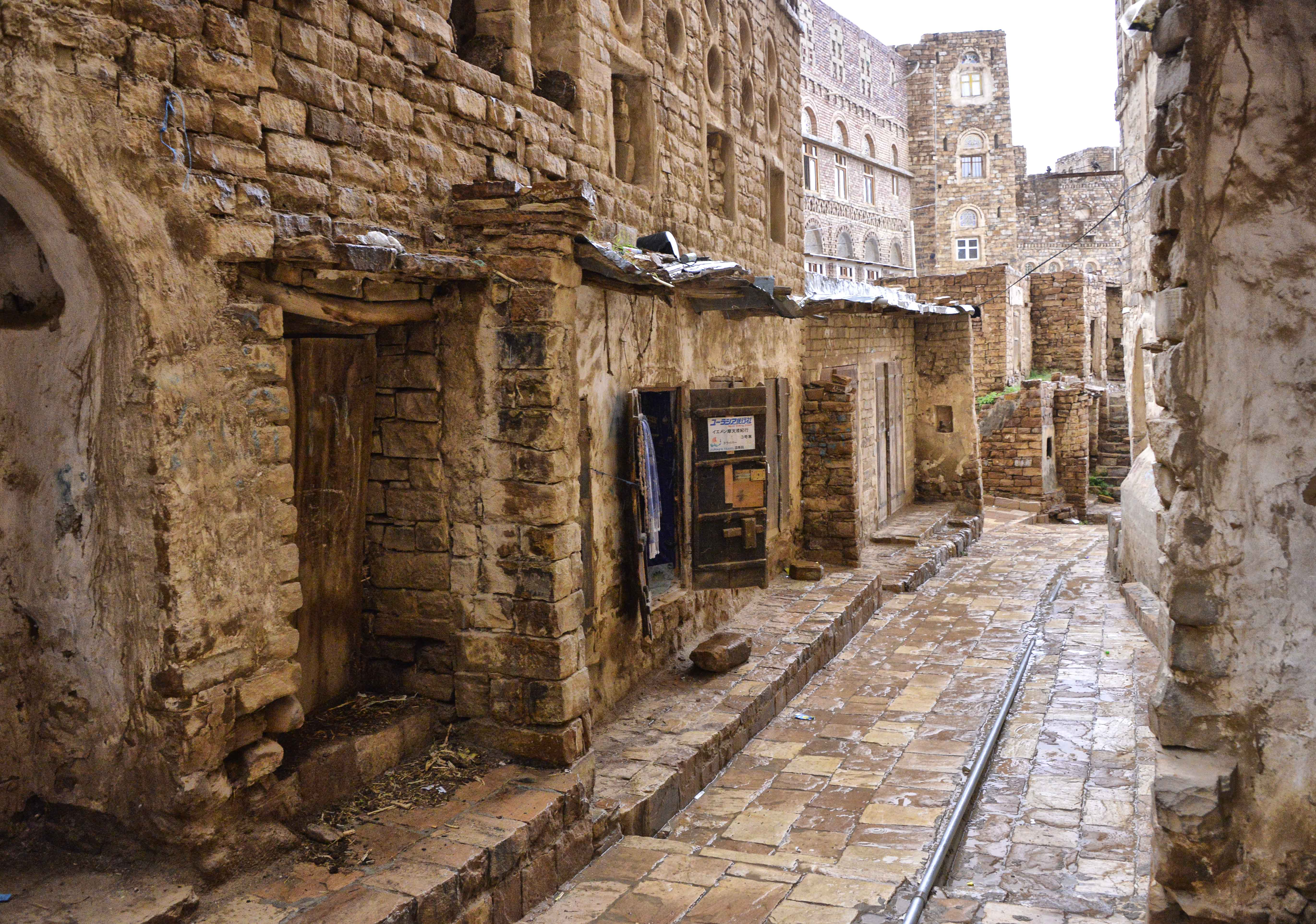
Вулиця в Тсулі.

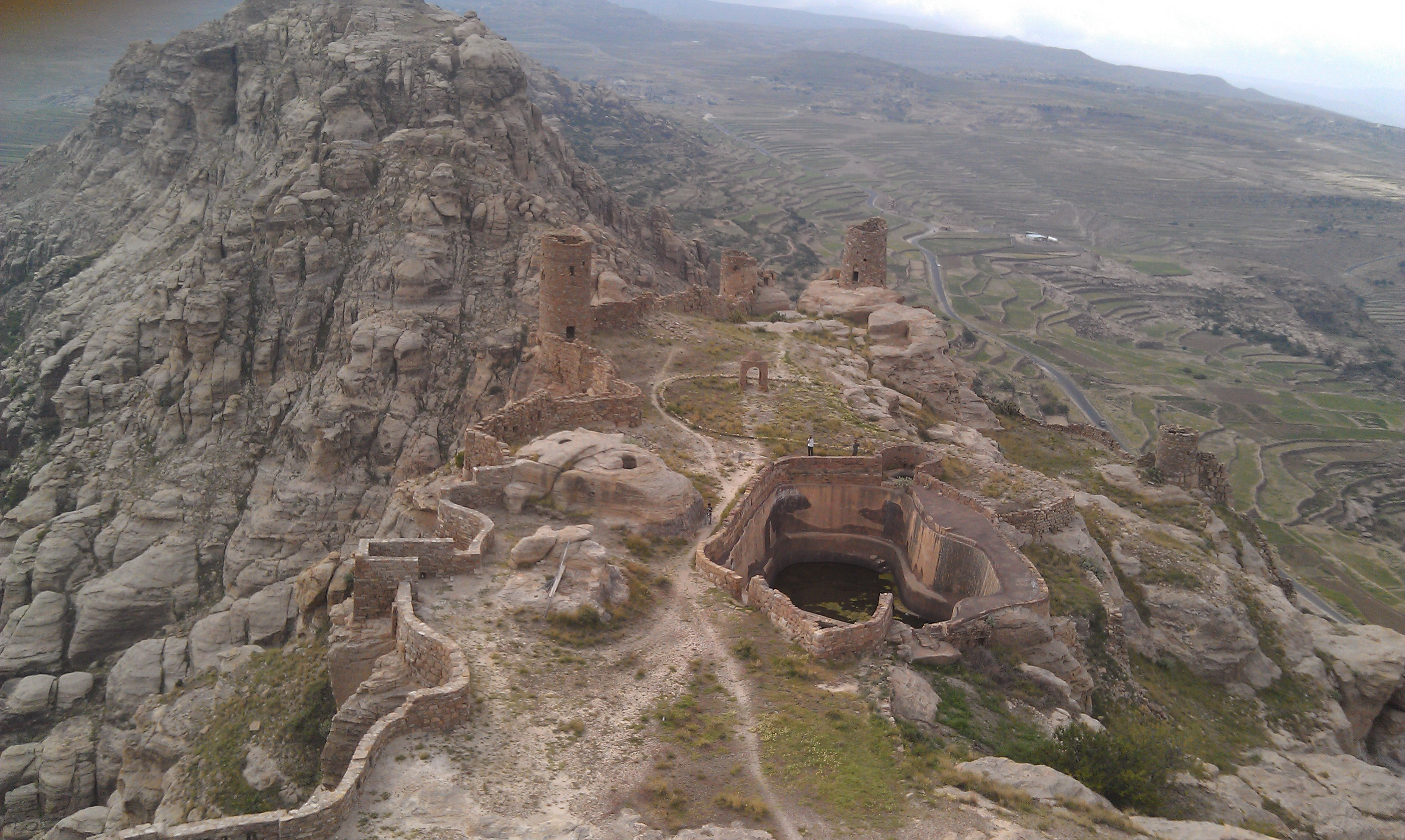
Фортеця Мутаххар ібн Шараф ад-Дін.

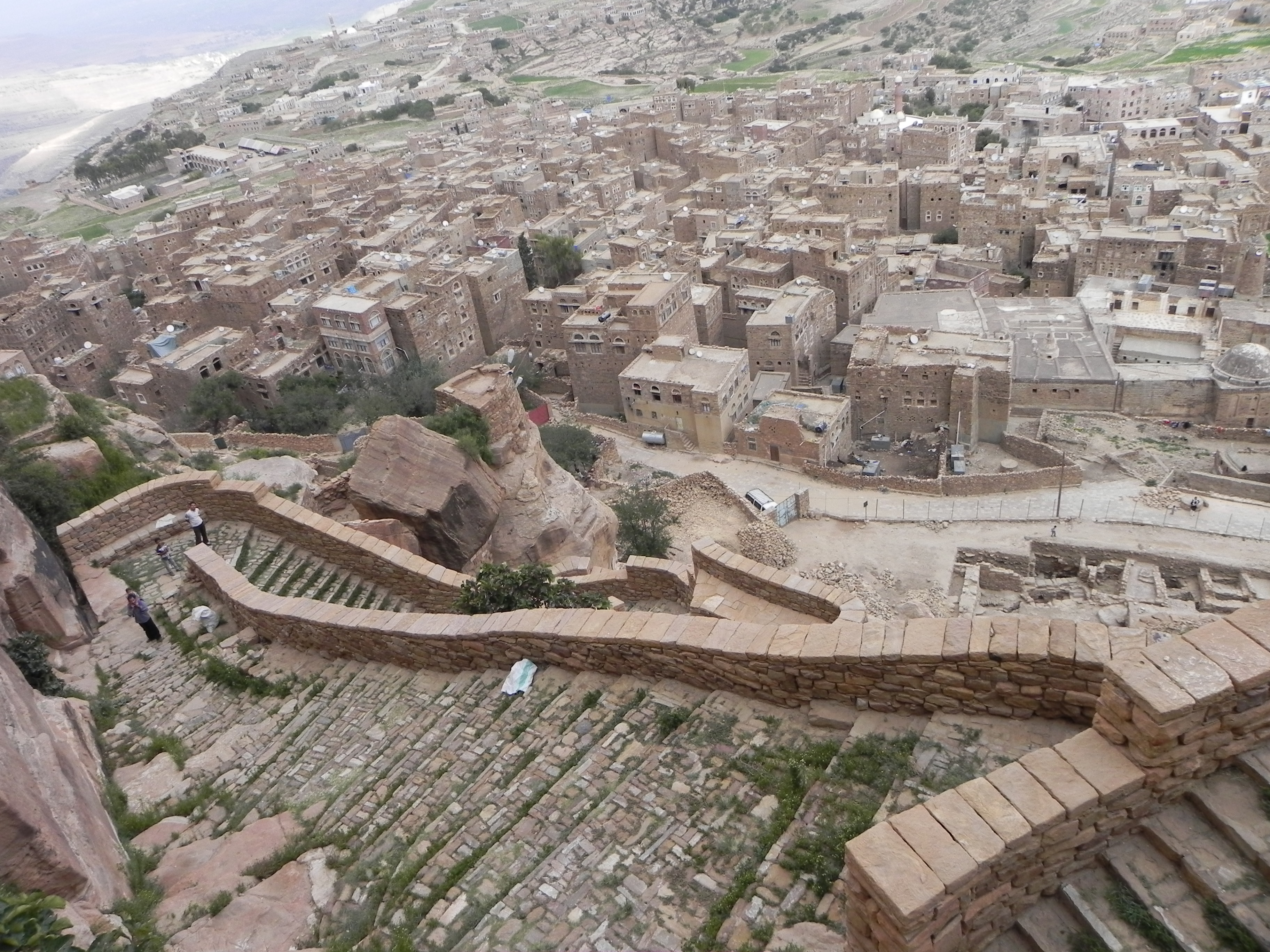
Сходи від фортеці до міста.

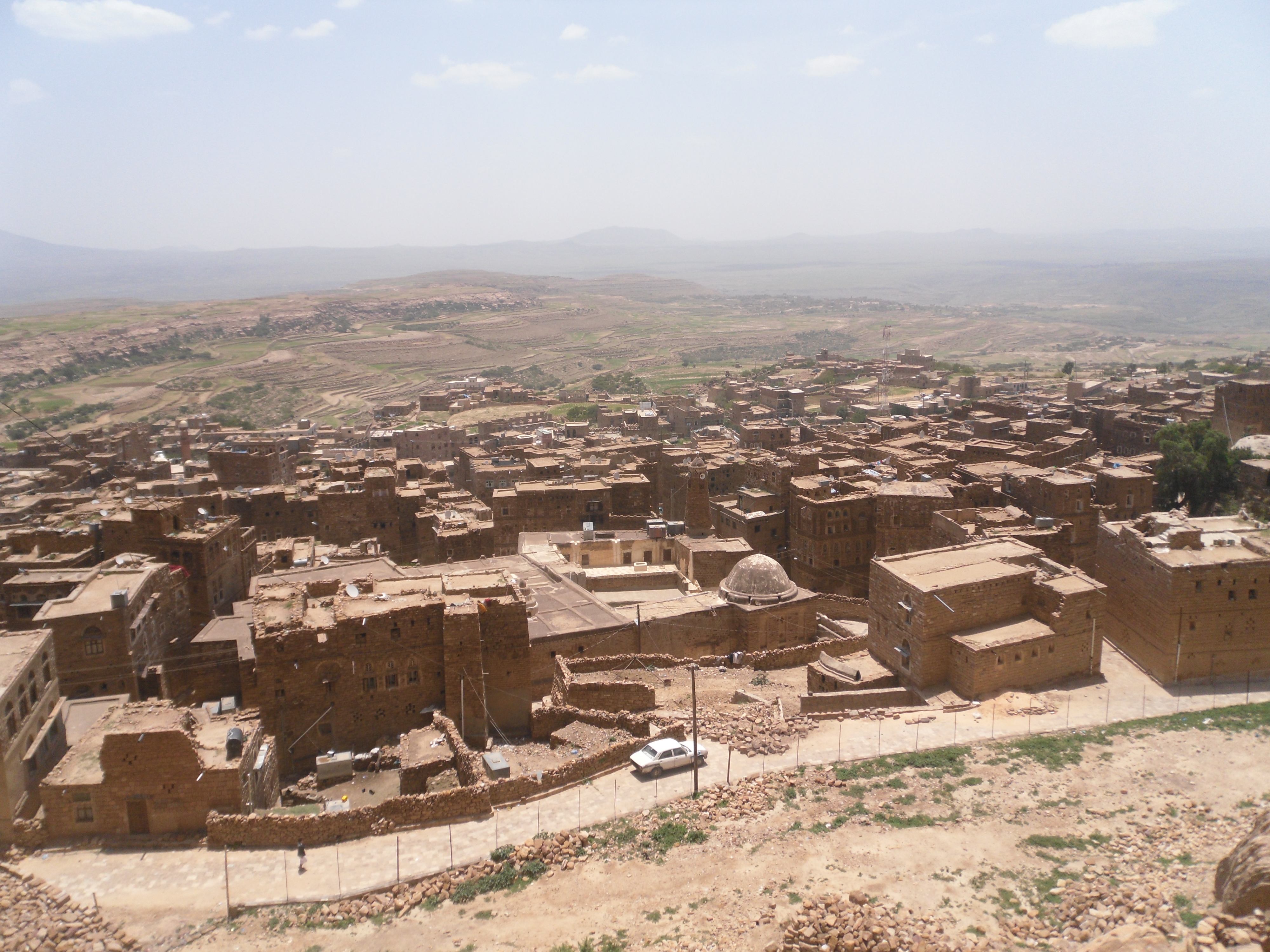
Тсуля в 2012 році.

Тсуля (араб. ثلاء) — невелике місто в Ємені, розташоване на півдорозі між містами-братами Шибам і Кеукебан на півдні та містом Амран на півночі в однойменній мухафазі Амран. Від Тсулі до кожного з міст трохи більше 10 км. Місто Тсуля знаходиться над рівнем моря на висоті близько 2763 метрів. Столиця Сана розташована приблизно за 50 км на південний схід.

## Історія
Тсуля разом з містами Шибам і Кеукебан були головними населеними пунктами (столицею) Яйфурідів в VII і VIII століттях.
Також це були місця втічок імамів в XVI столітті, за часів першого османського завоювання, використовувалися як фортеці, твердині (funduk — фундук). Імам Мутаххар бен Шараф ад-Дін помер в 1572 році і був похований у Тсулі.

## Опис міста
Місто розташоване на квадратної форми пагорбі на північний захід від міста Сана, у нижній частині гірського пасма, що тягнеться на схід. Сьогоднішнє старе місто, медина, займає площу у 20 гектарів і оточене кам'яною стіною довжиною близько 1162 м, 5 до 7 м у висоту і 3 м в ширину, має 26 круглих сторожових башт і 9 воріт. Близько 600 кам'яних будинків і все в одному стилі перемішані з численними мечетями, найстаріша з яких побудована в XII столітті. Декор будинків гармонує і надає всьому архітектурному ансамблю унікальність. Місто вважається дуже гарним, побудованим майже цілком з кам'яних будинків. Деякі будинки мають п'ять поверхів. Камінь для споруд закуповують в кам'яних кар'єрах, які знаходяться в безпосередній близькості. Часто розчин не використали як сполучний елемент. Стіни, віконні рами та двері майстерно прикрашені.

Ось ще опис міста Тсуля (Thula):
Місто, що примостилося біля підніжжя високої скелі, обнесене стіною з сімома воротами. Свого часу місто було відоме як один з найважливіших теологічних центрів Аравії. Тсуля один з класичних стародавніх міст Ємену, органічно вписаний в оточуючий ландшафт. Місто славиться своїми декоративними круглими вікнами і вимощеними плитами вулицями. Будинки Тсулі побудовані з великих обтесаних кам'яних блоків.
Як і всюди в Ємені основним джерелом води тут були мусонні дощі. Вода збиралася в декількох резервуарах, видовбаних в скелях всередині міста. Добре зберігся резервуар, розташований поруч з південними воротами.
У місті 25 мечетей. Велика мечеть (Al-Jami'a al-Kabir) має дивовижний кам'яний мінарет.
Над містом височить стародавня фортеця Мутаххар ібн Шараф ад-Дін, побудована турками. З міста до фортеці веде сходи, вирубані в скелі. Підйом займає близько 45 хвилин.
Тсуля також відома в Ємені своїми килимами, особливо ворсистими, витканими з місцевої вовни з використанням коричневих, сірих і білих малюнків.

## Населення
Населення міста Тсуля згідно з переписом 2004 року становило 7462 особи.

## Клімат
Тсуля розташоване на території з м'яким кліматом.

## Статус Всесвітньої спадщини
Це один з п'яти міст Ємену занесених в Попередній список Світової спадщини ЮНЕСКО. Датоване періодом держави Хим'яр, місто добре збереглося, немов законсервоване, і включає традиційні будинки і мечеті.
Це місце було додане в Попередній список Світової спадщини 8 липня 2002 року в категорії Культура.

## Пам'ятки
- Міська стіна XVII століття
- Мечеть XIV століття
- Фортеця Мутаххар ібн Шараф ад-Дін